# Macarena del Río
Rosario Macarena González Gómez, conocida artísticamente como Macarena del Río (La Puebla del Río, Sevilla, 1940), es una cantante española de copla andaluza y canción española.

## Trayectoria
Única hembra en el seno de una familia numerosa, siendo aún una niña comienza a interesarse por la música tras ver en el cine las películas de Estrellita Castro e Imperio Argentina. Tras vencer las reticencias familiares, se inscribe en la academia artística de Adelita Domingo, quien convencida de sus facultades la anima a iniciar una carrera profesional en el mundo de la copla.
A principios de los años sesenta graba sus primeros discos que le proporcionan una cierta popularidad, especialmente en Andalucía. Inicia su colaboración con el maestro Juan Solano, quien junto a Rafael de León escribirá para ella una gran parte de su repertorio. Presenta diferentes espectáculos, como "Mantilla y Peina", "Feria de cantares" o "Así canta España". Apartada de los escenarios durante algunos años para cuidar de su familia, regresa en 1985, manteniéndose en activo hasta la actualidad.
A lo largo de su dilatada carrera artística, ha grabado numerosos discos y compartido escenario con importantes figuras de la canción, como Antonio Machín, Juanito Valderrama, Caracolillo, María Porcel, Imperio Argentina, Ana del Río, Marifé de Triana o Juanita Reina, entre otros.
En los años noventa, y aprovechando un cierto resurgir de la copla, mantiene su popularidad a nivel nacional, en parte gracias a la televisión, en la que interviene con frecuencia: Las coplas (Canal Sur, 1989), Esta es su casa (TVE 1990), Arco de triunfo (TVE 1991), Quédate con la copla (Antena tres, 1992), entre otros programas. En esa época participa en diferentes ciclos musicales, entre los cuales destaca "Sevilla y la Copla" en el teatro Lope de Vega de la capital andaluza en 1993.
Su estilo se caracteriza por la interpretación dramática de la copla, en una línea similar a la de Marifé de Triana o Juanita Reina, y por su voz rotunda pero delicada al mismo tiempo. A lo largo de su carrera se ha mantenido fiel a los planteamientos tradiciones de la copla, tanto en lo que a vestuario se refiere (bata de cola, peineta, abanico) como en lo musical (zambras, pasodobles). Algunas de sus creaciones más emblemáticas son "Sombra de mi sombra", "Manuel el marinero", "Mi niño macareno" o "Coplas que van y vienen".
En 2007 participa en el programa de Canal Sur "Se llama copla", como miembro del jurado e interpretando algunas de sus canciones.

## Discografía

### Álbumes
- Cantares de la tierra mia (1984) Fonoruz

- Así soy yo (Senador)

- Coplas que van y vienen (1986) coliseum

- Mis coplas (1990) Coliseum

- Pasodobles taurinos cantados (1992) Coliseum

- De limón y hierbabuena

- La copla se viste de luces

### Sencillos
- "Como me llamo Rosario"/ "Plegaria andaluza"/ "¡Ay, cantaora"/ "Un castillito de arena" (ZAFIRO - 1961)
- "Juan y Rafael"/ "A boda tocando están"/ "La señá Gabriela"/ "Morito" (HISPAVOX - 1962)